# Badminton na Igrzyskach Afrykańskich 2019
Badminton na Igrzyskach Afrykańskich 2019 odbywał się w dniach 22–29 sierpnia 2019 roku w Salle Couverte Omnisports Ain Chock położonym w Casablance.

## Podsumowanie

### Klasyfikacja medalowa
| Klasyfikacja medalowa | Klasyfikacja medalowa | Klasyfikacja medalowa | Klasyfikacja medalowa | Klasyfikacja medalowa | Klasyfikacja medalowa |
| Miejsce               | państwo               | Złoto                 | Srebro                | Brąz                  | Razem                 |
| --------------------- | --------------------- | --------------------- | --------------------- | --------------------- | --------------------- |
| 1                     | Nigeria               | 2                     | 3                     | 3                     | 8                     |
| 2                     | Egipt                 | 1                     | 1                     | 4                     | 6                     |
| 3                     | Mauretania            | 1                     | 1                     | 1                     | 3                     |
| 4                     | Algieria              | 1                     | 1                     | 0                     | 2                     |
| 5                     | Południowa Afryka     | 1                     | 0                     | 2                     | 3                     |
| 6                     | Uganda                | 0                     | 0                     | 1                     | 1                     |
| =                     | Zambia                | 0                     | 0                     | 1                     | 1                     |
| Razem                 | Razem                 | 6                     | 6                     | 12                    | 24                    |

### Medaliści
| Konkurencja    | 1. miejsce | 2. miejsce | 3. miejsce |
| -------------- | --- | --- | --- |
| Mikst          | Algieria · Koceila Mammeri · Linda Mazri | Egipt · Adham Hatem Elgamal · Doha Hany | Mauretania · Georges Julien Paul · Aurelie Allet Nigeria · Enejoh Abah · Peace Orji |
| Drużynowo      | Nigeria · Enejoh Abah · Gideon Babalola · Habeeb Temitope Bello · Clement Krobakpo · Godwin Olofua · Anuoluwapo Juwon Opeyori · Dorcas Adesokan · Zainab Damilola Alabi · Amin Yop Christopher · Sofiat Arinola Obanishola · Peace Orji · Deborah Ukeh | Algieria · Mohamed Abderrahime Belarbi · Seïf-Eddine Larbaoui · Koceila Mammeri · Youcef Sabri Medel · Mohamed Abdelaziz Ouchefoun · Halla Bouksani · Yassimina Chibah · Linda Mazri · Malak Ouchefoun | Południowa Afryka · Jarred Elliott · Jason Mann · Sean Noone · Ruan Snyman · Bongani von Bodenstein · Megan de Beer · Lehandre Schoeman · Johanita Scholtz Egipt · Abdelrahman Abdelhakim · Adham Hatem Elgamal · Mohamed Mostafa Kamel · Ahmed Salah · Nour Ahmed Youssri · Jana Ashraf · Doha Hany · Hadia Hosny |
| Mężczyźni      | | | |
| Gra pojedyncza | Anuoluwapo Juwon Opeyori | Georges Julien Paul | Godwin Olofua Kalombo Mulenga |
| Gra podwójna   | Mauretania · Aatish Lubah · Georges Julien Paul | Nigeria · Godwin Olofua · Anuoluwapo Juwon Opeyori | Egipt · Abdelrahman Abdelhakim · Mohamed Mostafa Kamel Egipt · Adham Hatem Elgamal · Ahmed Salah |
| Kobiety        | | | |
| Gra pojedyncza | Johanita Scholtz | Dorcas Adesokan | Doha Hany Sofiat Arinola Obanishola |
| Gra podwójna   | Egipt · Hadia Elsaid · Doha Toufic | Nigeria · Dorcas Adesokan · Deborah Ukeh | Południowa Afryka · Megan de Beer · Johanita Scholtz Uganda · Gladys Mbabazi · Aisha Nakiyemba |